# 水尻駅

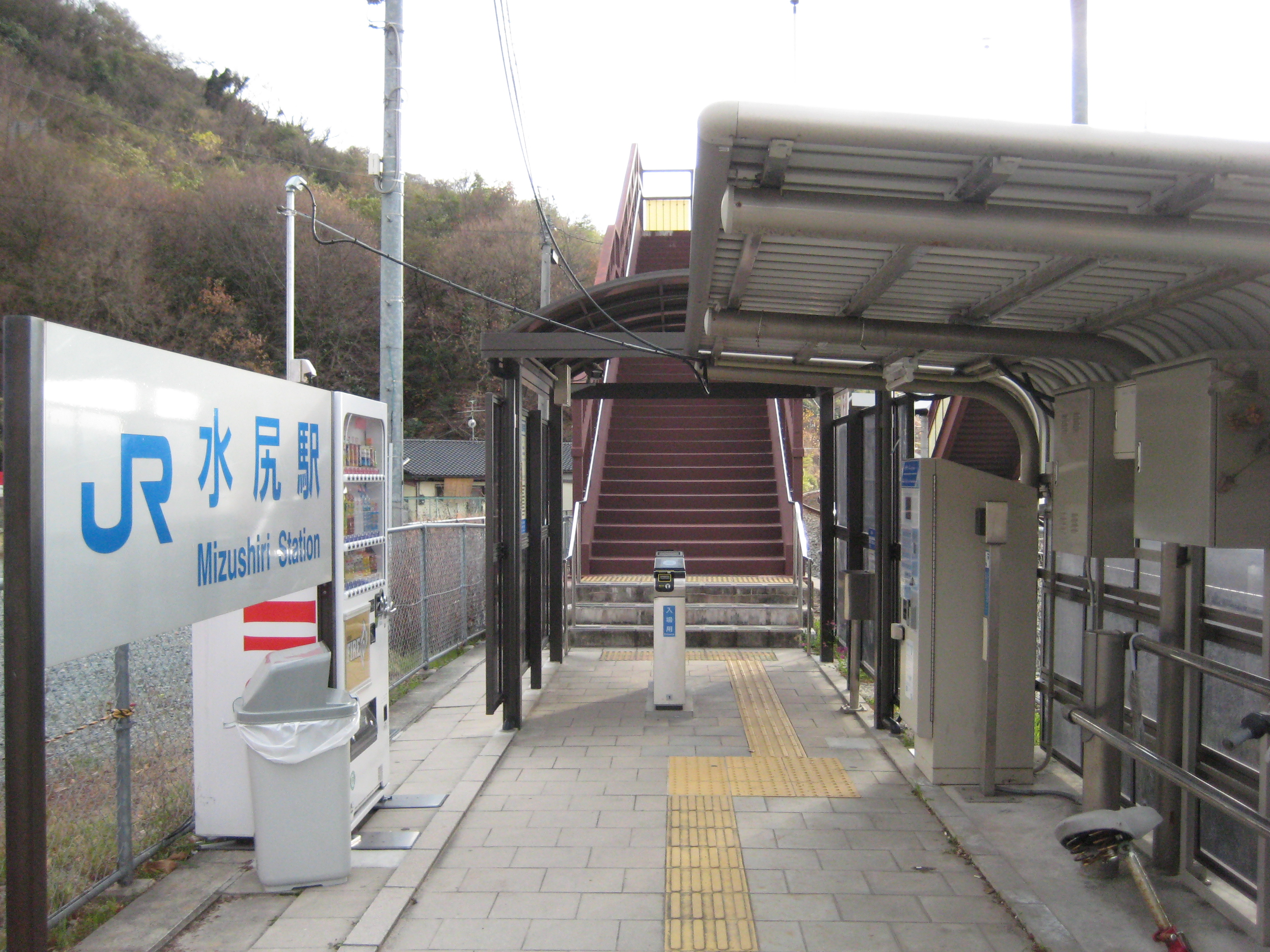
出入口兼改札口（2008年12月）

水尻駅（みずしりえき）は、広島県安芸郡坂町字水尻にある、西日本旅客鉄道（JR西日本）呉線の駅である。駅番号はJR-Y07。

## 歴史
- 1997年（平成9年）4月3日：呉市と駅新設工事協定を締結[2]。
- 1999年（平成11年）2月7日：呉線小屋浦駅 - 坂駅間に新設[1]。
- 2007年（平成19年）
  - 6月：ICOCA対応簡易型自動改札機新設。
  - 9月1日：ICカード「ICOCA」が利用可能となる。
- 2018年（平成30年）
  - 7月6日：平成30年7月豪雨に伴い土石流が発生、ホームが土砂で埋没したため営業休止。
  - 9月9日：広駅 - 坂駅間運行再開[注釈 1][4]。
- 2024年（令和6年）
  - 3月20日：水尻駅歩道橋工事の進捗に伴い、改札口を歩道橋上に移転。橋上駅となる[5]。
  - 7月1日：水尻駅歩道橋完成[6]。

## 駅構造

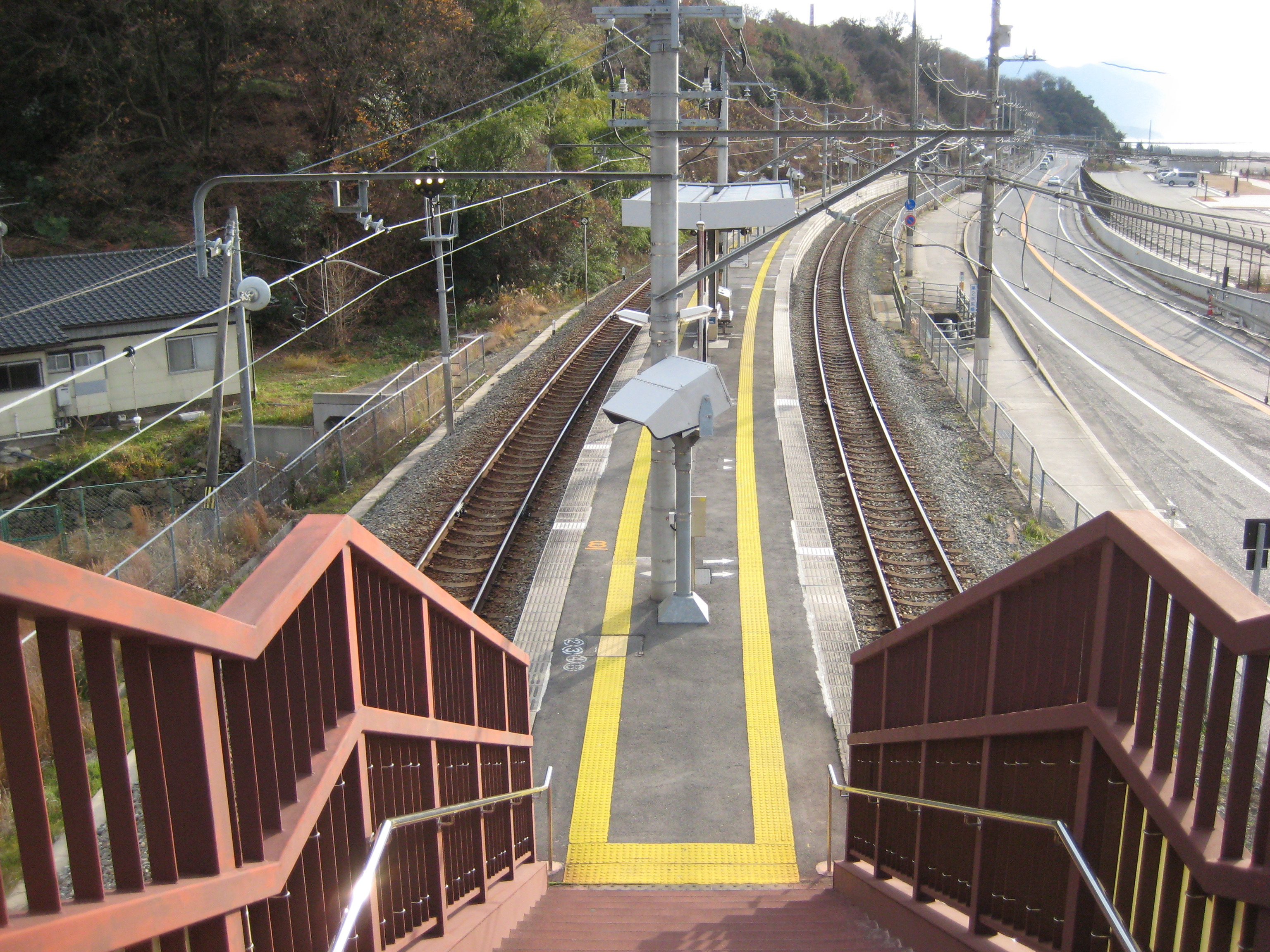
ホーム（2008年12月）

島式ホーム1面2線を有する列車交換可能な地上駅（橋上駅）。当駅両端のポイントは両開き分岐であるが分岐角が小さく、通過列車は余り減速の必要が無いよう配慮されているが、駅周辺の線形が悪いため通過列車は60 km/h前後で通過する。1番線が上り本線、2番線が下り本線である。
無人駅。自動券売機が設置されている。ICOCA利用可能駅（相互利用可能ICカードはICOCAの項を参照）。
当駅は駅舎が無かったため、2007年の自動改札機導入の際はホームへ通じる跨線橋手前に簡易駅舎を建て、簡易自動改札機が1台導入され、ホーム上の券売機が移設・更新された。
その後2024年には、当駅から呉線と国道31号を跨いでベイサイドビーチ坂とを接続する「水尻駅歩道橋」が完成し、歩道橋上に駅舎が設けられ、簡易自動改札機と券売機が移設された。この「水尻駅歩道橋」は、ベイサイドビーチ坂から津波時の避難、海水浴シーズンの国道31号渋滞緩和や利用者の安全を図るため、広島県とJR西日本によって整備された。

### のりば
| のりば    | 路線 | 方向 | 行先             |
| --------- | ---- | ---- | ---------------- |
| 1（陸側） | 呉線 | 上り | 呉・竹原方面     |
| 2（海側） | 呉線 | 下り | 海田市・広島方面 |

- 以前は上記ののりば番号が駅掲示時刻表に記載されていたが、少なくとも2018年時点では記載されていない。

## 利用状況
1日平均乗車人員の推移は以下の通り。
| 年度                | 1日平均 乗車人員 | 出典   |
| ------------------- | ---------------- | ------ |
| 1998年（平成10年）  | 59               | [ 8 ]  |
| 1999年（平成11年）  |                  |        |
| 2000年（平成12年）  |                  |        |
| 2001年（平成13年）  | 92               | [ 9 ]  |
| 2002年（平成14年）  | 90               | [ 10 ] |
| 2003年（平成15年）  |                  |        |
| 2004年（平成16年）  |                  |        |
| 2005年（平成17年）  |                  |        |
| 2006年（平成18年）  | 74               | [ 11 ] |
| 2007年（平成19年）  |                  |        |
| 2008年（平成20年）  |                  |        |
| 2009年（平成21年）  | 67               | [ 8 ]  |
| 2010年（平成22年）  |                  |        |
| 2011年（平成23年）  | 75               | [ 12 ] |
| 2012年（平成24年）  | 74               | [ 12 ] |
| 2013年（平成25年）  | 84               | [ 13 ] |
| 2014年（平成26年）  | 80               | [ 12 ] |
| 2015年（平成27年）  | 86               | [ 12 ] |
| 2016年（平成28年）  | 91               | [ 12 ] |
| 2017年（平成29年）  | 87               | [ 12 ] |
| 2018年（平成30年）  | 54               | [ 12 ] |
| 2019年（令和 元年） | 72               | [ 12 ] |
| 2020年（令和02年）  | 69               | [ 14 ] |
| 2021年（令和03年）  | 71               | [ 15 ] |
| 2022年（令和04年）  | 68               | [ 16 ] |
| 2023年（令和05年）  | 85               | [ 17 ] |

## 駅周辺
駅舎は西側を海、東側を山に挟まれた場所にあり平地は少ない。駅西側にベイサイドビーチと呼ばれる砂浜の海水浴場がある。最寄り集落は駅北側の沢沿いに水尻集落がある。沢沿いに尾根まで遊歩道（登山道）が整備されており、花崗岩の巨岩が林立する天狗岩（標高373 m）と呼ばれる地点を経由して坂駅や小屋浦駅などに抜けることが可能（砂防工事のため2022年現在一部通行止めあり）。
花崗岩が風化し土石流化しやすい真砂土が周辺に広く分布しており、水尻集落のある沢の本流及び支流は坂町が公開するハザードマップで土砂災害防止法における土砂災害警戒区域、一部は特別警戒区域に指定されている。直近では2018年（平成30年）7月の土石流により水尻駅ホームの埋没や、駅南側での広島呉道路の盛土崩壊が発生しており、砂防ダム建設等の対策が行われている。
- 国道31号

坂町循環バス 水尻バス停 - 国道上にあるバス停
- ベイサイドビーチ坂（海水浴場）[19]…歩道橋で接続
- 水尻地区老人集会所
- 水尻海岸整備作業所
- 水尻公園
- 滝明神社

## その他
- 映画『LIMIT OF LOVE 海猿』のロケで使用された。

## 隣の駅
西日本旅客鉄道（JR西日本）
 呉線
■快速「通勤ライナー」・■快速「安芸路ライナー」
通過
■普通
小屋浦駅 (JR-Y08) - 水尻駅 (JR-Y07) - 坂駅 (JR-Y06)